# Les Félins
Pour les articles homonymes, voir Félin (homonymie).
Pour plus de détails, voir Fiche technique et Distribution.
Les Félins est un film français réalisé par René Clément et sorti en 1964.

## Synopsis
Des tueurs, à la solde d’un puissant gangster américain, sont à la poursuite de Marc, l’amant de sa femme, réfugié sur la Côte d’Azur. Les tueurs mettent rapidement la main sur lui et il passe un mauvais moment. Mais, alors qu'ils s'apprêtent à le liquider dans un endroit désert, il réussit par miracle à leur échapper.
Il parvient à se cacher au sein d'une institution charitable, où il est repéré par deux bienfaitrices : Barbara, une veuve milliardaire et Melinda sa cousine et proche collaboratrice. Toutes deux, qui vivent seules dans une vaste et luxueuse villa, ont besoin d'un homme à tout faire.
L'atmosphère est étrange au sein de la villa et Marc comprend bientôt qu’il n’a pas été choisi au hasard : Barbara a besoin de lui pour une raison bien précise. Quant à Melinda, elle ne tarde pas à tomber amoureuse du jeune homme. L'ambiance devient vite délétère au sein de ce trio, alors que dans la villa se cache un autre homme. En outre, les tueurs à la recherche de Marc rôdent car ils ne peuvent pas se permettre de rentrer les mains vides aux Etats-Unis : il leur faut absolument la peau de Marc...

## Fiche technique
Sauf indication contraire, les informations mentionnées dans cette section peuvent être confirmées par la base de données cinématographiques Unifrance,  présente dans la section « Liens externes ».
- Titre original : Les Félins
- Titre anglais : Joy House
- Réalisation : René Clément
- Assistants réalisation : Costa-Gavras, Bernard Paul
- Scénario : René Clément et Charles Williams d’après le roman de Day Keene Joy House
- Dialogues : Pascal Jardin, Charles Williams
- Décors : Jean André
- Costumes : Pierre Balmain
- Maquillages : Aïda Carange
- Coiffures : Alex Archambault, Jacques Dessange
- Photographie : Henri Decaë
- Son : Antoine Bonfanti
- Montage : Fedora Zincone
- Musique : Lalo Schifrin
- Pays de production : 100%  France
- Langues de tournage : français, anglais
- Producteur : Jacques Bar
- Directeur de production : Léon Sanz
- Sociétés de production : Cité Films (France), CIPRA (France)
- Format : 35 mm — noir et blanc — 2.35:1 Franscope — son monophonique (Westrex Recording System) —
- Genre : thriller
- Durée : 97 minutes
- Date de sortie :
  - France : 12 juin 1964
- Affiches : Roger Soubie (France), Enzo Nistri (Italie)

## Distribution
- Alain Delon : Marc Borel
- Jane Fonda : Melinda
- Lola Albright : Barbara Hill
- Sorrell Booke : Harry
- Carl Studer : Loftus
- André Oumansky : Vincent
- Arthur Howard (en) (VF : Roger Carel) : le révérend Nielson
- George Gaynes : Mac Kee, le chef des gangsters
- Annette Poivre : l’employée de Nice-Matin
- Marc Mazza : le Corse
- Jacques Bézard : "Napoléon"
- Georges Douking : le clochard

## Tournage
Le tournage s'est déroulé du 2 octobre au 7 décembre 1963. Le tournage en studio a eu lieu à La Victorine à Nice ainsi qu'aux Studios Éclair d'Épinay-sur-Seine. Les extérieurs se déroulent à Nice, à Beausoleil ainsi qu'à la Villa Torre Clementina dans la commune de Roquebrune-Cap-Martin dans les Alpes-Maritimes ; à Saint-Raphaël dans le Var ; à Monaco et à New York.

### Revue de presse
- Philippe Maillat, « Les Félins », Téléciné, no 117, Paris, Fédération des Loisirs et Culture Cinématographique (FLECC), octobre-novembre 1964,  (ISSN 0049-3287)